# Andrómaco de Tauromenio
Andrómaco de Tauromenio (en griego antiguo: Ἀνδρόμαχος) fue un gobernante de Tauromenio (la actual Taormina) en Sicilia a mediados del siglo IV a. C., y el padre del historiador Timeo. Se dice que fue por mucho el mejor de los gobernantes de Sicilia por esa época. Ayudó a Timoleón en su expedición contra Dionisio de Siracusa en 344 a. C. (Diod. xvi.7, 68, Plut. Timol., 10).